# Altenstadt, Neu-Ulm
Altenstadt är en köping (Markt) i Landkreis Neu-Ulm i Regierungsbezirk Schwaben i förbundslandet Bayern i Tyskland.
Köpingen ingår i kommunalförbundet Altenstadt tillsammans med köpingen Kellmünz an der Iller och kommunen Osterberg.